# Brin lourd et brin léger des ADN circulaires
 (février 2021).
Les molécules circulaires d’ADN, telles que les plasmides et les génomes typiques des mitochondries, sont constituées de deux brins d’ADN appelés respectivement brin lourd (H-strand pour Heavy strand en anglais) et brin léger (L-strand pour Light strand en anglais). Les deux brins ont des masses différentes en raison des proportions différentes en nucléotides lourds. Bien que l’on n’ait pas connaissance de différences fonctionnelles qui y soient associées, cette propriété peut être mise à profit en laboratoire car elle permet de séparer les brins d’ADN après dénaturation et ainsi de les analyser séparément.
Parce qu’elles possèdent un cycle supplémentaire, les bases azotées purines (adénine et guanine) de l’ADN sont plus lourdes que les bases azotées pyrimidines (thymine et cytosine). Comme une purine d’un brin s’associe toujours à une pyrimidine sur l’autre brin, un excès de purines sur un brin sera toujours lié à un excès de pyrimidines sur l’autre brin, et vice versa.